# شهرستان سن برناردینو (کالیفرنیا)
شهرستان سن برناردینو (به انگلیسی: San Bernardino County) نام یک شهرستان در ایالت کالیفرنیا در آمریکا است.
مطابق با سرشماری سال ۲۰۰۰ جمعیت آن معادل ۱٬۷۰۹٬۴۳۴ نفر براورد شده‌است.
شهرستان سن برناردینو بزرگترین شهرستان از نظر وسعت و بزرگتر از هر کدام از نه ایالت کوچکتر ایالت متحده است.
در جنوب شرقی ایالت کالیفرنیا واقع شده‌است و بخشداری آن شهر سن برناردینو می‌باشد.